# فورت کمبل
فورت کمبل (انگلیسی: Fort Campbell؛ ‏تلفظ نام‌خانوادگی: ‎/ˈkæmbəl/‎) یک شهرک در ایالات متحده آمریکا است که در کنتاکی واقع شده‌است.